# Villa di Briano
Villa di Briano är en ort och kommun i provinsen Caserta i regionen Kampanien i Italien. Kommunen hade 7 094 invånare (2017).